# Saski Baskonia 2018-2019
Questa voce raccoglie le informazioni riguardanti il Saski Baskonia nelle competizioni ufficiali della stagione 2018-2019.

## Stagione
La stagione 2018-2019 del Saski Baskonia è la 46ª nel massimo campionato spagnolo di pallacanestro, la Liga ACB.

## Roster
Aggiornato al 14 luglio 2018.
| Kirolbet Baskonia 2018-19 | Kirolbet Baskonia 2018-19 |
| Giocatori                 | Staff tecnico             |
| ------------------------- | ------------------------- |

| N. | Naz.                                          | Ruolo | Nome                   | Anno | Alt.   | Peso   |  |
| -- | --------------------------------------------- | ----- | ---------------------- | ---- | ------ | ------ |  |
| 1  | Bosnia ed Erzegovina (bandiera)               | AG    | Ajdin Penava           | 1997 | 206 cm | 100 kg |  |
| 3  | Argentina (bandiera) · Italia (bandiera)      | P     | Luca Vildoza           | 1995 | 191 cm | 86 kg  |  |
| 5  | Spagna (bandiera)                             | G     | Miguel González Burgos | 1999 | 203 cm | 85 kg  |  |
| 7  | Germania (bandiera)                           | C     | Johannes Voigtmann     | 1992 | 211 cm | 115 kg |  |
| 8  | Lituania (bandiera) · Spagna (bandiera)       | AP    | Tadas Sedekerskis      | 1998 | 200 cm | 96 kg  |  |
| 9  | Brasile (bandiera) · Italia (bandiera)        | P     | Marcelinho Huertas     | 1983 | 191 cm | 85 kg  |  |
| 11 | Stati Uniti (bandiera) · Georgia (bandiera)   | G     | Matt Janning           | 1988 | 197 cm | 88 kg  |  |
| 12 | Senegal (bandiera) · Spagna (bandiera)        | C     | Ilimane Diop           | 1995 | 211 cm | 104 kg |  |
| 15 | Uruguay (bandiera) · Spagna (bandiera)        | P     | Jayson Granger         | 1989 | 186 cm | 87 kg  |  |
| 17 | Francia (bandiera)                            | C     | Vincent Poirier        | 1993 | 213 cm | 107 kg |  |
| 21 | Stati Uniti (bandiera)                        | A     | Jalen Jones            | 1993 | 201 cm | 100 kg |  |
| 23 | Georgia (bandiera) · Spagna (bandiera)        | AG    | Tornik'e Shengelia (C) | 1991 | 206 cm | 109 kg |  |
| 29 | Argentina (bandiera) · Italia (bandiera)      | AP    | Patricio Garino        | 1993 | 198 cm | 92 kg  |  |
| 31 | Stati Uniti (bandiera) · Danimarca (bandiera) | AP    | Shavon Shields         | 1994 | 201 cm | 97 kg  |  |
| 32 | Stati Uniti (bandiera)                        | G     | Darrun Hilliard        | 1993 | 198 cm | 100 kg |  |
| -  | Lettonia (bandiera) · Spagna (bandiera)       | P     | Artūrs Kurucs          | 2000 | 189 cm | 90 kg  |  |
| -  | Brasile (bandiera) · Spagna (bandiera)        | AC    | Daniel Bordignon (IN)  | 1996 | 206 cm | 95 kg  |  |

| Allenatore                                                                                          |
| - Pedro Martínez Sánchez (fino al 16 novembre) - Velimir Perasović (dal 16 novembre)                |
| Assistente/i                                                                                        |
| - Xabier Aspe - David Gil - Lluís Riera Legenda - (C) Capitano - (IN) Inattivo - Infortunato Roster |

## Mercato

### Sessione estiva
| Acquisti | Acquisti          | Acquisti          | Acquisti      | Acquisti |
| R.a      | Nome              | da                | Modalità      |          |
| -------- | ----------------- | ----------------- | ------------- | -------- |
| G        | Darrun Hilliard   | San Antonio Spurs | definitivo    |          |
| AP       | Shavon Shields    | Aquila Trento     | definitivo    |          |
| C        | Youssoupha Fall   | Le Mans           | definitivo    |          |
| AG       | Ajdin Penava      | Marshall Th. Herd | definitivo    |          |
| AP       | Tadas Sedekerskis | Nevėžis           | fine prestito |          |
| AC       | Daniel Bordignon  | Saski Baskonia B  | fine prestito |          |

| Cessioni | Cessioni          | Cessioni         | Cessioni         | Cessioni |
| R.       | Nome              | a                | Modalità         |          |
| -------- | ----------------- | ---------------- | ---------------- | -------- |
| P        | Rodrigue Beaubois | Anadolu Efes     | fine contratto   |          |
| AG       | Rinalds Mālmanis  | Real Betis       | fine contratto   |          |
| AP       | Jānis Timma       | Olympiakos       | rescissione      |          |
| C        | Youssoupha Fall   | Strasburgo       | prestito         |          |
| AG       | Sander Raieste    | Saski Baskonia B | rinnovo prestito |          |
| AG       | Jurij Macura      | Saski Baskonia B | rinnovo prestito |          |
| G        | Iván Martínez     | Free agent       | fine contratto   |          |

### Dopo l'inizio della stagione
| Acquisti | Acquisti    | Acquisti            | Acquisti        | Acquisti   |
| R.       | Nome        | da                  | Data            | Modalità   |
| -------- | ----------- | ------------------- | --------------- | ---------- |
| AP       | Jalen Jones | Cleveland Cavaliers | 22 gennaio 2019 | definitivo |

| Cessioni | Cessioni | Cessioni | Cessioni | Cessioni |
| R.       | Nome     | a        | Data     | Modalità |
| -------- | -------- | -------- | -------- | -------- |